# Paneuropäisches Manifest

Die im Paneuropäischen Manifest beschriebene Flagge der Paneuropa-Union

Variante mit dem Radkreuz in der Gösch

Das Paneuropäische Manifest wurde von Richard Coudenhove-Kalergi zusammengestellt und 1923 publiziert.

## Bedeutung
Das Paneuropäische Manifest „bildet den Startschuss für die Einigungsbewegung der Europäischen Föderalisten. Coudenhove-Kalergi machte den Europagedanken während einer Zeit der wirtschaftlichen und politischen Stagnation und Resignation wieder populär“.
Es ist eine Propagandabotschaft für die paneuropäische Bewegung: Die „Paneuropäische Union ist das Organ der Paneuropäischen Bewegung. Der Eintritt steht allen offen, die Europa retten und einigen wollen: Frauen und Männern, Vereinen und Organisationen. Sie legt ihren Mitkämpfern die Pflicht auf, für Paneuropa zu kämpfen. Jeder kämpft mit den Mitteln, über die er verfügt. Werbet neue Paneuropäer, zwingt eure Kandidaten, sich zum europäischen Einigungsprogramm zu bekennen! Wer für die Propaganda reden kann, rede! Wer für sie zahlen kann, zahle! Wer für sie schreiben kann, schreibe! Denn der Weg zu Paneuropa heißt: Propaganda, Propaganda, Propaganda!“

## Inhalt
Das Paneuropäische Manifest von Richard Coudenhove-Kalergi ist ein Aufruf an die europäischen Völker, sich der Gefahr eines neuen Krieges und damit verbunden eines endgültigen Bedeutungsverlustes für Europa bewusst zu sein. Darin hielt er fest: „Europas Politik steuert einem neuen Krieg zu.“
Coudenhove-Kalergi warnt nachdrücklich: „Europäer! Europäerinnen! Europas Schicksalsstunde schlägt! […] Dieser Vernichtungskrieg, den die europäische Politik vorbereitet, wird an Schrecklichkeit den Weltkrieg ebenso weit hinter sich lassen – wie dieser den Deutsch-Französischen. Sein Element wird die Luft sein – seine Waffe das Gift – sein Ziel die Ausrottung der feindlichen Nation. Der Hauptkampf wird sich gegen die Städte des Hinterlandes richten, gegen Frauen und Kinder. Die besiegten Nationen werden vernichtet – die siegreichen tödlich verwundet aus diesen Massenmorden hervorgehen. Dieser drohende Krieg bedeutet den gründlichen Untergang Europas, seiner Kultur und Wirtschaft. Andere Erdteile werden an dessen Stelle treten.“
Im Paneuropäischen Manifest hat Coudenhove-Kalergi die Grundzüge für den nach seiner Ansicht dringend notwendigen Staatenbund klar herausgearbeitet. Dieser Staatenbund sollte sich neben Asien (unter Führung Japans), Amerika, Russland und England als „fünfte Weltmacht zusammenschließen und so den Frieden, die Freiheit und den Wohlstand der Europäer“ retten.

### Gliederung
Das Paneuropäische Manifest ist in mehrere, nicht streng getrennte Schwerpunkte (Aufrufe) untergliedert:
- Gefahr eines neuen europäischen Vernichtungskrieges,
- Gefahr der Eroberung Europas durch Russland, wenn kein europäischer Zusammenschluss erfolgt,
- Gefahr des wirtschaftlichen Ruins, durch „die zersplitterte Wirtschaft der uneinigen Staaten von Europa“, die gegen die geschlossene Wirtschaft der Vereinigten Staaten von Amerika nicht konkurrenzfähig ist.

Coudenhove-Kalergi schlägt im Paneuropäischen Manifest als Lösung vor: „Die einzige Rettung vor diesen drohenden Katastrophen ist: Paneuropa; der Zusammenschluss aller demokratischen Staaten Kontinentaleuropas zu einer internationalen Gruppe, zu einem politischen und wirtschaftlichen Zweckverband.“
Der Zweckverband soll
- durch einen paneuropäischen Schiedsvertrag,
- durch ein paneuropäisches Defensivbündnis,
- durch eine paneuropäische Zollunion

den Frieden, die Freiheit und die Wirtschaft Europas sichern. „Diese drei Punkte enthalten im wesentlichen das paneuropäische Programm.“

### Paneuropas Grenzen

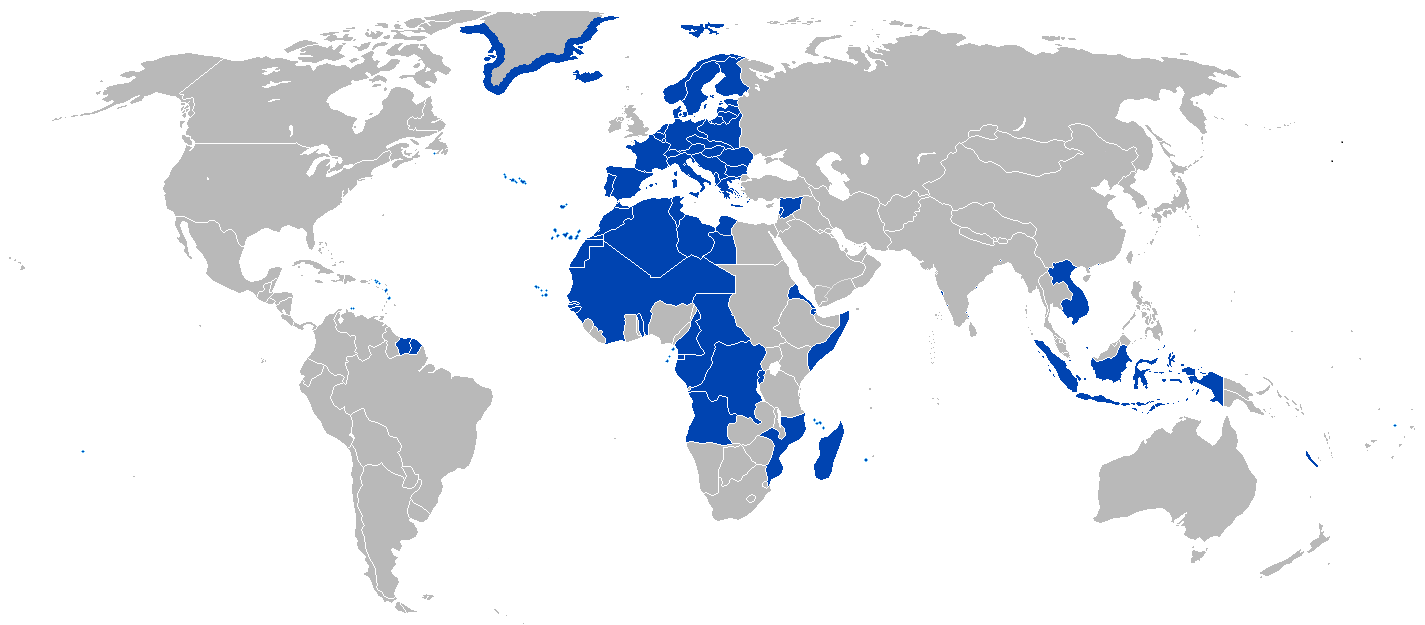
Die Ausdehnung Paneuropas nach Coudenhove-Kalergi (Staatsgrenzen der Karte von 1924).

Paneuropa umfasst gemäß dem Paneuropäischen Manifest:
- die Halbinsel zwischen Russland, dem Atlantischen und dem Mittelländischen Meer,
- dazu Island und
- die Kolonien der europäischen Staaten.

„Die große europäische Kolonie, die zwischen Tripolis und Kongo, Marokko und Angola halb Afrika umfasst, könnte bei rationeller Bewirtschaftung Europa mit Rohstoffen versorgen. Russland und England sind Paneuropas Nachbarn. Diese beiden Weltreiche sind auch ohne Europa lebensfähig – während die übrigen Staaten dieses Erdteils durch ihre geographische Lage zur Schicksalsgemeinschaft verbunden sind; verurteilt, entweder gemeinsam zugrunde zu gehen – oder gemeinsam aufzuerstehen.“
„Von vielen Seiten wird der Einschluss Englands in das künftige Paneuropa gefordert. Diese Forderung scheitert am Bau des britischen Bundesreiches. Niemals würden die Dominions dulden, dass England zu einem anderen Staatensystem in engere Beziehung tritt als zu ihnen; damit wird der Anschluss des englischen Königreiches an Paneuropa hinfällig. Der Anschluss des britischen Bundesreiches an Paneuropa wird hinfällig durch die Unmöglichkeit, Kanada in einen europäischen Staat zu verwandeln. Die Folge dieser Herausforderung an Amerika wäre der Anschluss Kanadas an die Panamerikanische Union und der Zerfall des britischen Weltreiches.“

### Vorgangsweise zur Schaffung Paneuropas
Gemäß dem Paneuropäischen Manifest soll ein vierstufiges Vorgehen Paneuropa ermöglichen:
1. Gruppierung der europäischen Staaten nach dem Muster Panamerikas,
2. Abschluss obligatorischer Schiedsverträge und gegenseitiger Grenzgarantien zwischen den Staaten Europas,
3. Defensivbündnis zum Schutze der gemeinsamen Ostgrenze,
4. Anbahnung einer Zollunion durch periodische Wirtschaftskonferenzen der europäischen Staaten.

Ziel ist die Schaffung der Vereinigten Staaten von Europa im Rahmen eines Staatenbundes.

### Europäische Frage
Neben die soziale Frage wird von Coudenhove-Kalergi die „europäische Frage“ in einem Entweder-oder gestellt:
- „Krieg – oder Frieden!“
- „Anarchie – oder Organisation!“
- „Wettrüsten – oder Abrüsten!“
- „Konkurrenz – oder Kooperation!“
- „Zusammenbruch – oder Zusammenschluss!“

## Weiterentwicklung
Auf dem Paneuropäischen Manifest, anderen Schriften und seinen Vorträgen aufbauend, entwarf Coudenhove-Kalergi sieben Jahre später, im Mai 1930, einen paneuropäischen Pakt: Die Vereinigung Europas sollte durch eine Zusammenführung der Parlamente der Nationalstaaten im Rahmen eines Staatenbundes erreicht werden; wesentliche Einrichtungen und Behörden waren in diesem Entwurf in Grundzügen bereits vorgezeichnet.